# Joseph Garibaldi

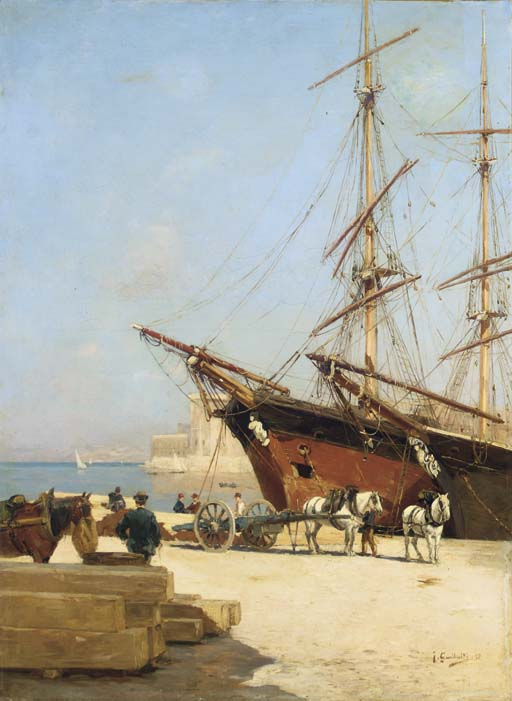
Dipinto di Garibaldi raffigurante il porto vecchio di Marsiglia con il Fort Saint-Jean sullo sfondo.

Joseph Garibaldi (Marsiglia, 12 maggio 1863 – Marsiglia, 6 maggio 1941) è stato un pittore francese.

## Biografia
Garibaldi fu allievo del pittore realista Antoine Vollon, col quale espose dal 1884 al 1926. Gran parte della sua carriera si svolse in Provenza e a Marsiglia, dove espose i suoi paesaggi all'Esposizione Coloniale nel 1906. Ricevette nel 1887 una Menzione d'onore e una Medaglia di terza classe nel 1897. Fu amico dei pittori Marius Guindon e Edward Crémieux, con cui faceva parte del gruppo "Peintres de Rive-Neuve", dal nome della parte meridionale del Porto Vecchio di Marsiglia.

## Produzione artistica
Il suo lavoro è ampiamente ispirato alla Provenza e ai suoi paesaggi, soprattutto marine.
Sue opere sono conservate in alcuni Musei di Marsiglia, Soissons, Senlis e Compiègne.

## Galleria d'immagini

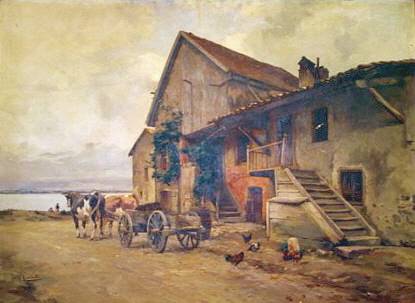
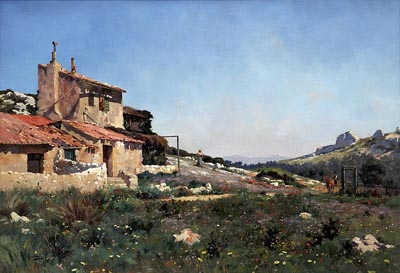
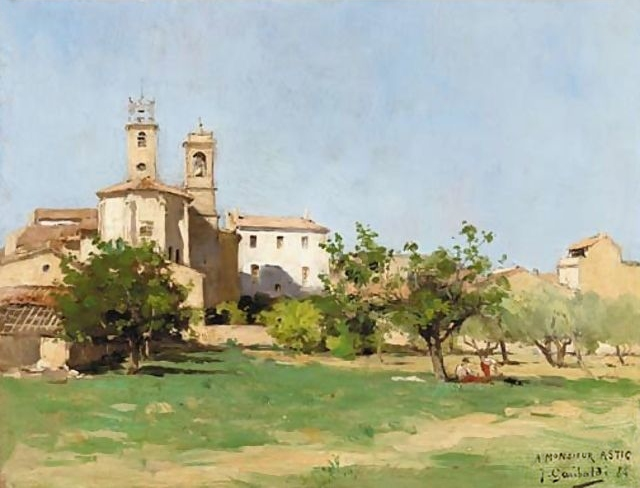
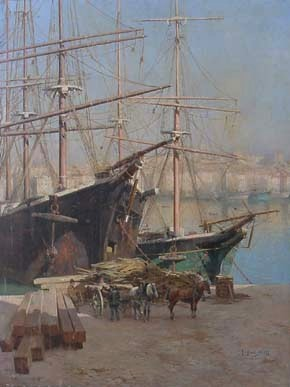